# Erik Jendrišek
Erik Jendrišek (Trsztena, 1986. október 26. –) szlovák válogatott labdarúgó, jelenleg az FK AS Trenčin játékosa.
A szlovák válogatott tagjaként részt vett a 2010-es világbajnokságon.

## Sikerei, díjai

### Klubcsapatban
Ružomberok
- Szlovák bajnok (1): 2005–06
- Szlovák kupagyőztes (1): 2005–06

FC Kaiserslautern
- Bundesliga 2 bajnok 2009-10

Schalke 04
- Német kupagyőztes 2010-11

### Egyéni
- A szlovák bajnokság gólkirálya (1): 2005–06 (21 gól)

## Karrier

### Ružomberok
Jendrišek a 2002-2003-as szezonban Szlovákia legjobb ifjusági játékosa volt.
A Ružomberokkal 2003 és 2006 között profi játékosként 56 mérkőzésen 30 gólt szerzett. 2006-ban a klubbal megnyerte a szlovák bajnokságot valamint a szlovák kupát kétszer is elhódították.A 2005-06-os szezonban 21 góllal gólkirály lett Róbert Rák mellett.

### Hannover 96
2006 nyarán Jendrišek a Hannoverhez került kölcsönben. 2006. szeptember 9-én debütált a klubban a DFB-Pokal első fordulójában ahol csereként lépett pályára a Drenamo Dynden ellen. A Bundesligában 2006. szeptember 13-án mutatkozott be a Bayer Leverkursen elleni 1-1-es mérkőzésen ismételten csereként. Ennek ellenére sosem sikerült megtalálnia a helyét a kezdőcsapatban, a szezont 9 Bundesliga-szerepléssel zárta, mindegyik alkalommal csereként.

### Kaiserslautern
2007. május 30-án hároméves szerződést kötött a Kaiserslautern csapatával. 2007. augusztus 4-én mutatkozott be a Kaiserslauternben a 4-0-s idegenbeli SV Wilhelmshaven elleni győztes meccsen a 2007–2008-as DFB-Pokal első fordulójában. 2007. augusztus 13 -án debütált a klub szezonnyitó mérkőzésén, ahol a klub 1–1 -es döntetlent játszott a Borussia Mönchengladbach otthonában. Gyorsan a klub alapemberévé vált, és a szezon első felében 16 góllal öt gólt szerzett. A szezon ezen időszakában három gólpasszt is adott.
A szezon második fele azonban nem volt túl sikeres számára, hiszen tíz bajnoki mérkőzésen egyetlen gólt sem szerzett, mindössze egy gólpasszt jegyzett. Ezenkívül Milan Šašić edző fegyelmezetlenség miatt ideiglenesen felfüggesztette a klub első csapatából.

### Schalke
2010. április 29-én bejelentették, hogy Jendrišek a 2009–2010-es szezon végén elhagyja a Kaiserslautern csapatát, és hároméves szerződéssel a Schalke csapatába szerződik. Jendrišek a legtöbb időt a cserepadon töltötte, mivel a csapat két klasszis játékost igazolt, Klaas-Jan Huntelaar-t és Raúl-t.

### Freiburg
2011. január 19 -én ezért bejelentették, hogy elhagyja a Schalket a Freiburg kedvéért.
Augusztus 27-én a VfL Wolfsburg elleni, 3–0 -s győzelem mellett megszerezte az első gólját a Freiburg együttesében.

### Energie Cottbus
Freiburgban töltött két év után az Energie Cottbus csapatához igazolt.

### Spartak Trnava
2014. augusztus 18-án egy éves szerződést kötött a Spartak Trnava csapatával.

### Cracovia
2015. január 12 -én a Cracovia Kraków csapatához szerződött.

### AO Xanthi
2017. június 26-án kétéves szerződést írt alá a görög AO Xanthi csapatával. 2017.augusztus 26 -án megszerezte első gólját a klubnál a Platanias elleni 2–0 -s idegenbeli meccsen.

### Volos
2019. június 14-én kétéves szerződést kötött a frissen feljutott Volos csapatával. 2019. augusztus 31-én az Aris elleni 1–0-s hazai győzelem során megszerezte első gólját .2020 októberében Jendrišek idegtájékoztató nyaki gerinc sérülést szenvedett, ami kezdetben veszélyeztette karrierjét. A problémák a PAS Lamia elleni Super Liga mérkőzés előtt merültek fel.

### FC Nitra
2021. január 8-án ingyen a Szlovák Fortuna Ligában szereplő FC Nitra csapatához szerződött.
A klub színeiben 13 mérkőzésen 2 gólt szerzett, valamint a csapatban ő volt a csapatkapitány. A szezon végén végén távozott a csapattól fizetési okok miatt.

### FK AS Trenčin
2021. július 13-án ingyen szerződött az FK AS Trenčin csapatához.
A klubban szeptember 9-én debütált 